# Polyborinae
Sous-famille
La sous-famille des Polyborinae est une sous-famille de rapace de la famille des Falconidae. Ils ont pour nom caracaras, macagua et carnifex.

## Liste des espèces
- Caracara noir — Daptrius ater  Vieillot, 1816
- Caracara à gorge rouge — Ibycter americanus (Boddaert, 1783)
- Caracara caronculé — Phalcoboenus carunculatus
- Caracara montagnard — Phalcoboenus megalopterus
- Caracara à gorge blanche — Phalcoboenus albogularis
- Caracara austral — Phalcoboenus australis
- Caracara huppé — Caracara plancus
- Caracara cheriway
- Caracara de Guadalupe – Caracara lutosa
- Caracara à tête jaune — Milvago chimachima
- Caracara chimango — Milvago chimango
- Macagua rieur — Herpetotheres cachinnans
- Carnifex barré — Micrastur ruficollis
- Carnifex plombé — Micrastur plumbeus
- Carnifex à gorge cendrée — Micrastur gilvicollis
- Carnifex ardoisé — Micrastur mirandollei
- Carnifex à collier — Micrastur semitorquatus
- Carnifex de Buckley — Micrastur buckleyi